# Manatí (plaats in Puerto Rico)
Manatí is een plaats (zona urbana) in het Amerikaanse unincorporated territory Puerto Rico, en valt bestuurlijk gezien onder gemeente Manatí.

## Demografie
Bij de volkstelling in 2000 werd het aantal inwoners vastgesteld op 16.173.

## Geografie
Volgens het United States Census Bureau beslaat de plaats een oppervlakte van 5,4 km², geheel bestaande uit land.

## Plaatsen in de nabije omgeving
De onderstaande figuur toont nabijgelegen plaatsen in een straal van 24 km rond Manatí.